# Gens Pomponia
De gens Pomponia was een plebeïsch gens uit het oude Rome. Zoals zovele Romeinse gentes probeerde ook deze familie aan het einde van de Romeinse Republiek een oorsprong voor hun naam te vinden in de begintijden van de Romeinse staat. Zij pretendeerden af te stammen van Pompo, naar verluidt een van de zonen van koning Numa Pompilius, en ze plaatsten dan ook het portret van deze koning op hun munten. Het eerste lid van de familie die het ambt van consul behaalde was Marcus Pomponius Matho in 233 v.Chr.. Op munten vinden we ook de cognomina Molo, Musa and Rufus, maar deze komen niet terug in oude geschriften. Andere cognomina uit de tijd van de republiek, zoals Atticus, waren geen familienamen, maar eerder een aanduiding voor een bijzonder individu.
Het nomen gentile is Pomponius of Pomponia (voor vrouwen).

## Bekende leden van degens Pomponia
- Marcus Pomponius Matho consul in 233 v.Chr.
- Lucius Pomponius Bononiensis rond 100 v.Chr., Romeins toneelschrijver
- Titus Pomponius Atticus 110 v.Chr. – 32 v.Chr.. Romeins maecenas van de letteren en goede vriend van Marcus Tullius Cicero
- Marcus Pomponius Dionysius vrijgelatene van de voorgaande, van wie hij zijn nomen kreeg
- Caecilia Attica 51 v.Chr. – 28 v.Chr., dochter van Titus Pomponius Atticus.
- Marcus Pomponius, legatus onder Gnaius Pompeius Magnus maior in de oorlog tegen piraten in 67 v.Chr.
- Marcus Pomponius, vlootaanvoerder onder Gaius Julius Caesar
- Pomponius Graecinus, praefectus van Rome rond 10 v.Chr.
- Gaius Pomponius Graecinus, suffect consul in 16, vriend van dichter Ovidius
- Lucius Pomponius Flaccus, in 19 n.Chr. aangesteld door Tiberius om zich bezig te houden met de administratie van Moesia
- Pomponia Graecina, echtgenote van Aulus Plautius, Romeins gouverneur over Brittania in 43
- Pomponius Mela, schreef rond 43, een van de vroegste Romeinse geografen
- Publius Pomponius Secundus 1e eeuw, Romeins generaal en tragediedichter, goede vriend van Plinius de Oudere
- C. Pomponius Camerinus, consul in 138
- T. Pomponius Proculus Vitrasius Pollio, consul in 176
- M. Pomponius Maecius Probus, consul in 228
- Ti. Pomponius Bassus, consul in 259 en 271
- Pomponius Ianuarianus, consul in 288
- Pomponius Porphyrion (of Porphyrio) 2e - 3e eeuw, Latijns grammaticus, criticus van Horatius

## Referentie
- Smith, Dictionary of Greek and Roman Biography and Mythology  v. 3, pag. 944